# Puya mitis
Puya mitis är en gräsväxtart som beskrevs av Carl Christian Mez. Puya mitis ingår i släktet Puya och familjen Bromeliaceae.
Artens utbredningsområde är Peru. Inga underarter finns listade i Catalogue of Life.